# Karlsöarna
För den tidigare ögruppen i Estland, se Paljassaare.

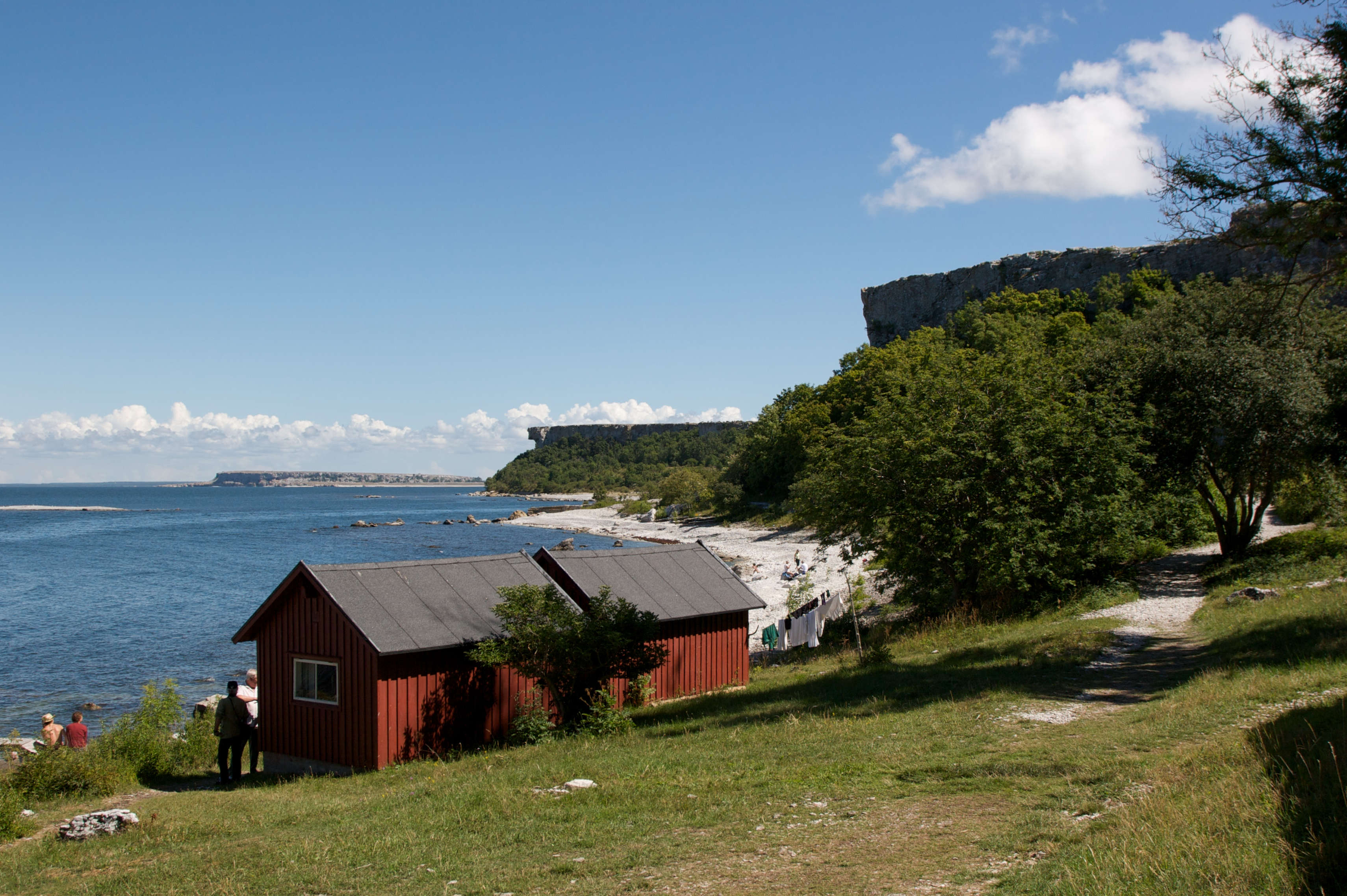
Stora Karlsö med lilla Karlsö i bakgrunden

Karlsöarna är en ögrupp utanför Gotlands västkust som består av Stora Karlsö och Lilla Karlsö.